# Bioproduit
Ne pas confondre avec produit bio ni produit recyclé
Les bioproduits sont des produits biosourcés issus de la valorisation non alimentaire de produits agricoles. Ce sont des produits fabriqués à partir de matières premières renouvelables et non de matières premières d'origine fossile ce qui leur confère un intérêt pour la préservation de l'environnement.
On peut les retrouver dans de nombreux produits comme les emballages alimentaires en plastique, les vêtements et fibres textiles diverses, les produits d'hygiène, cosmétiques ou détergents ménagers, les encres d'imprimerie, etc.

### Biographie
- Notions élémentaires sur les bioproduits, édité par Pollution probe et BIOCAP Canada en novembre 2004. 70 pages.